# Buddinni, Manvi
Buddinni là một làng thuộc tehsil Manvi, huyện Raichur, bang Karnataka, Ấn Độ.